# Bishop (Kalifornia)
Bishop város az USA Kalifornia államában, Inyo megyében. Lakosainak száma 3819 fő (2020. április 1.).

## Népesség
A település népességének változása:

| 2010 | 3 879 |
| 2020 | 3 819 |